# Fallturm

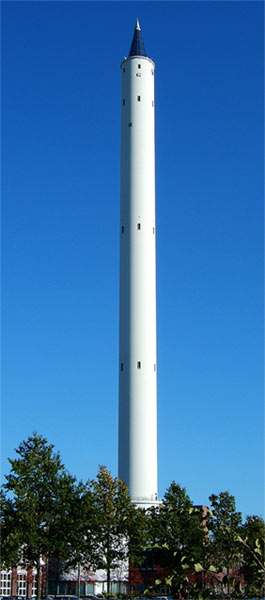
Der Fallturm Bremen

Als Fallturm bezeichnet man einen Turm, in dem zum Zweck der Erzeugung kurzzeitiger Schwerelosigkeit (bis etwa zehn Sekunden Dauer) Fallversuche durchgeführt werden. Da Luftwiderstand zu unerwünschten, den Schwerelosigkeitseffekt störenden Kräften führen würde, findet der freie Fall der Fallkapsel in einer evakuierten Röhre statt. Die Fallkapsel landet am Fuß der Fallröhre „weich“ in einem Behälter mit Styroporkugeln. Häufig haben Falltürme zur Verlängerung der Simulation der Schwerelosigkeit eine Katapultvorrichtung, welche die Kapsel in der Fallröhre nach oben katapultiert. Bekanntestes Beispiel in Deutschland ist der Fallturm Bremen.

## Anwendung
- Voruntersuchungen von weltraumgestützten Experimenten, beispielsweise Untersuchungen zur Planetenentstehung
- physikalische Grundlagenforschung, z. B. zur Überprüfung der Gültigkeit der Allgemeinen Relativitätstheorie und des Prinzips der Universalität des freien Falls (Äquivalenzprinzip)
- Untersuchungen von Strömungsvorgängen in Flüssigkeiten
- Materialforschung
- früher auch zur Herstellung von Schrotkugeln, siehe Schrotturm
- vereinzelt auch als Attraktion in Vergnügungsparks